# Lana Toković
Lana Toković (Beograd, 29. novembar 1966 — Beograd, 13. maj 2023) bila je srpska muzičarka.

## Biografija
Sa uspehom je završila klavir i solo pevanje. Bila je član dramske grupe u Beogradu u klasi profesora Miodraga Aleksića. Profesionalni angažman u muzici započela je u svojoj 16. godini, prvo u Studiju 13, a potom u Studiju 6 Radio Beograda gde je postala najmlađi producent i muzički urednik. Svoj angažman na ovom polju nastavila je u dve muzičke kuće iz Ljubljane.
U veoma kratkom roku postala je i najmlađi solista Džez orkestra Radio Beograda, ali odlučuje da se posveti profesiji producenta. Snimila je preko 40 trajnih zapisa za fonoteku Radio Beograda. Odmah nakon toga, otvara svoj muzički studio u Beogradu za snimanje i komponovanje.
Osnivač je muzičke grupe Lana i Aldo sa kojom je izdala sedam muzičkih projekata za vodeću državnu diskografsku kuću, koji su bili objavljeni na 13 različitih nosača zvuka (LP, VHS, MC, CD) i to:
- “Crni album”, 1994.[1]
- “Beli album”, 1996.
- Kompilacija “Lana i Aldo”, 1996.
- “Violet music”, 1997.
- “Lana with friends”, 1997.
- “Vrući univerzum”, 1998.[2]
- “Klavir i ja”, 1999.[3]

Grupa sa kojom je radila zauzimala je visoko mesto u muzičkim krugovima naročito nakon dva solistička koncerta u Domu Sindikata i “Hyatt”-u od kojih je solistički koncert u “Hyatt”-u objavljen na VHS izdanju 1997. godine, a oba su emitovana na svim nacionalnim televizijama u zemlji.
Lana je bila učesnik mnogobrojnih muzičkih festivala i osvajala nagrade kao vokalni solista, kompozitor i tekstopisac.
Pored ovoga, snimila je i nekoliko desetina šou programa, dokumentarnih filmova, učestvovala u živim emisijama i na preko 300 humanitarnih koncerata tadašnje Jugoslavije, SCG, u Srbiji i na Kosovu i Metohiji.
Njen koncert “Novogodišnji pop-rok spektakl – Lana i prijatelji”  privukao je veliku pažnju javnosti jer je na njemu okupila sve najznačajnije pop, rok i folk zvezde muzičke scene koje su izvodile svetske muzičke hitove.
Tokom svoje karijere,  pisala je i muziku za animirane filmove i reklamne spotove. Napisala je i himnu Jugoslovenskog Ratnog Vazduhoplovstva, “Neka polete svi piloti”. Njena muzika je bila sastavni deo spektakla “Miss YU” 2006. godine. Njena muzika za dnevnike, političke i zabavne emisije daje pečat nacionalnim (RTS) i regionalnim televizijama (Sky plus – sada Naša i TV Most iz Zvečana), kao i projektima Kancelarije za Kosovo i Metohiju – muzika u formi svečane himne koja se koristi za doček visokih zvaničnika, dokumentarne i promotivne filmove i emisije vezane za događaje sa Kosova i Metohije.
Tokom nekoliko godina, Lana se povukla sa javne scene i posvetila stvaranju jedinstvene simfo-rok opere u tri čina koja predstavlja celokupno autorsko scensko delo u izvođenju velikog simfonijskog orkestra, hora simfonijskog orkestra sa solistima opere i baletom. Njen cilj je da ovo muzičko delo (prva srpska simfo-rok opera) postane kulturno nasleđe njenog naroda.
Radila je i  projekat “Filigrani s juga” u kome su obrađene izvorne narodne pesme Kosova i Metohije u izvođenju Milice Milisavljević Dugalić, koji je 2015. godine izdat za PGP. Komponovanjem harmonija i muzike na osnovu šturih notnih i muzičkih zapisa originala, kao i savremenim aranžmanima dala je svež i nov pogled na očuvanje zaboravljenih pesama i tradicije, kao i lepotu kosovsko-metohijskog melosa.
Kompozitor Lana Toković svakog dana, u svom studiju radi na raznovrsnim projektima – songovi za pozorišne predstave, animirane filmove, muzika za televizijske i radijske emisije, autorska muzika, muzika za druge izvođače svih žanrova (Maja Odžaklijevska, Zorana Pavić, Vanesa Šokčić, Jasna Đokić, Old Hat Orchestra i mnogi drugi), kao i na najnovijem projektu prepeva Izraelske himne.
U muzičkim krugovima i kod muzičkih kritičara, Lana zauzima značajno mesto, kako zbog svog opusa koji obuhvata preko 400 kompozicija, tako i zbog toga što predstavlja izvanrednog vokalnog solistu i kompozitora.
Lana Toković je sa svojom novom grupom “Lana”, početkom 2016. godine završila novi autorski muzički materijal “Između vremena” u izdanju PGP-a, se kojim se vraća na domaću muzičku scenu svim svojim muzičkim i vokalnim sposobnostima, kako bi postavila nove standarde u izvođenju i stvaranju muzike.
2018, Lana i Aldo se vraćaju na scenu tako što su učestvovali na Beoviziji 2018, ali nisu dobili poene.  2019. se vraćaju na Beovizijsku scenu, ali nisu prošli u finale.
Preminula je iznenada 13. maja 2023. godine i sahranjena je 18. maja u Aleji zaslužnih građana na Novom groblju u Beogradu.

## Spoljašnje veze
- Omaž Draganu Tokoviću, "Ta nestalnost u njemu, kada je odlazio nekad i na desetak godina, nekada na duže vreme, nije ga ometala u komponovanju", kaže njegova bratanica Lana Toković.
- Gošća novog izdanja emisije "30 MINUTA" je Lana Toković[мртва веза]
- "Imam pesmu koja zvuči kao da je za "Sanremo", a Lana Toković je uradila aranžman"
- "Deca iz Zvečana su se družila sa domaćinima a potom im je organizovana muzička radionica u kojoj su učestvovali i Zorana Pavić, Lana Toković i Đorđe David."[мртва веза]
- http://www.rts.rs/page/rts/sr/pgp/story/1211/izdanja/2221312/grupa-lana.html
- "Filigrani s juga", komponovala, aranžman, produkcija, Lana Toković